# Escítia (província romana)
La província romana d'Escítia va ser una divisió administrativa romana.
Estava constituïda en bona part per la regió d'Escítia Menor i formava part del regne de Dàcia, conquerit per Trajà al començament del segle ii. Llavors va quedar inclosa en la província de la Mèsia Inferior. Les tribus del nord havien atacat de forma constant el territori, i l'any 92 allà hi va ser completament aniquilada la Legió XXI Rapax, quan Domicià era emperador.
La reforma de Dioclecià realitzada cap a l'any 294 la va erigir en província separada dins la diòcesi de Tràcia. Després del 395 va formar part de l'Imperi Romà d'Orient amb l nom d'Escítia Menor. La ciutat principal era Troesmis al nord-oest. A la província van estar aquarterades la Legió I Iovia i la Legió II Herculia. La província afrontava al nord amb el Danubi a la part de la seva desembocadura; a l'oest també amb el Danubi, fins que aquest fa un gir a l'oest; més enllà del riu vivien diversos pobles, inicialment sàrmates i al segle iii germànics; a l'est limitava amb l'Euxí o mar Negra, i al sud amb la província de Mèsia Segona (Mesia Secunda) abans Mèsia Inferior.